# Ian Mork
Ian Andrew Mork (ur. 1971 w Wichita) – amerykański piłkarz, obecnie trener.

## Życiorys
Mork pochodzi z miasta Wichita w stanie Kansas. Uczęszczał do Johnson County Community College w Overland Park, a następnie studiował na Sangamon State University (obecnie University of Illinois) w Springfield, grając w tamtejszej drużynie piłkarskiej. W latach 1994–1995 występował w zespole futbolu halowego Wichita Wings, uczestniczącym w rozgrywkach National Professional Soccer League. W 1995 roku przeniósł się do Kalifornii, gdzie pomagał w organizowaniu obozów sportowych. W międzyczasie reprezentował barwy kilku ekip z amatorskiej San Francisco Soccer Premier League, takich jak Juventus, Santa Rosa, Milan FC i Scots. Zanotował również epizod w zespole Quick Boys, występującym na najwyższym szczeblu amatorskich rozgrywek w Holandii – Hoofdklasse. Później pracował na Sonoma State University jako asystent ekipy piłkarskiej, uzyskał licencję UEFA B, certyfikat KNVB Coach License i brał udział w stażach trenerskich, między innymi w akademii piłkarskiej należącej do CONCACAF – João Havelange Centre of Excellence, a także u holenderskiego szkoleniowca Fransa Hoeka, wieloletniego współpracownika Louisa van Gaala i Leo Beenhakkera.

## Kariera
W 2000 roku Mork otrzymał ofertę gry w lidze kostarykańskiej, lecz ostatecznie zdecydował się na wyjazd do Belize, za namową swojego kolegi ze studiów, Rene Montero, pochodzącego z tego kraju, który po ukończeniu uczelni powrócił do ojczyzny, zostając najpierw nauczycielem fizyki w szkole, a następnie wykładowcą biologii i nauk o środowisku na University of Belize. Po przybyciu do Ameryki Środkowej Mork występował w zespole San Pedro Dolphins w pierwszej lidze belizeńskiej – Belize Football Premier League, a później rozpoczął pracę w roli grającego trenera w stołecznym klubie Belmopan Bandits FC. Po kilku miesiącach udało mu się wywalczyć z nim awans do rozgrywek Pucharu Mistrzów CONCACAF, co zaowocowało nagrodą dla najlepszego trenera 2001 roku w lidze belizeńskiej.
Dzięki licznym sukcesom Mork znalazł zatrudnienie w Belizeńskim Związku Piłki Nożnej, gdzie przez dwa i pół roku pracował jako dyrektor techniczny i asystent w pierwszej reprezentacji, a w latach 2004–2006 był selekcjonerem młodzieżowych kadr tego kraju. 2 kwietnia 2006 prowadzona przez niego drużyna U-21 pokonała Salwador w eliminacjach do Igrzysk Ameryki Środkowej i Karaibów i było to zarazem pierwsze oficjalne zwycięstwo w historii reprezentacji Belize w jakiejkolwiek kategorii wiekowej. W sierpniu 2006 powrócił do Kalifornii, gdzie znalazł stałe zatrudnienie jako główny trener młodzieżowej szkółki piłkarskiej Ballistic United Soccer Club, dyrektor rozwoju amatorskich rozgrywek NorCal Premier Soccer League i skaut Amerykańskiego Związku Piłki Nożnej, mający za zadanie wyszukiwać zdolnych nastolatków do reprezentacji juniorskich.
W kwietniu 2008 Mork został tymczasowym selekcjonerem pierwszej reprezentacji Belize po tym jak dotychczasowy szkoleniowiec, Gwatemalczyk Palmiro Salas, nie otrzymał wizy na pobyt w Stanach Zjednoczonych (kadra Belize ze względu na brak odpowiedniego boiska musiała rozgrywać domowe spotkania na Reliant Stadium w Houston). Tym samym został drugim (po Steve Sampsonie) Amerykaninem w historii, który był trenerem zagranicznej reprezentacji piłkarskiej. Drużynę narodową poprowadził w dwóch spotkaniach z Meksykiem w ramach eliminacji do Mistrzostw Świata 2010, przegranych odpowiednio 0:2 i 0:7. Po raz drugi objął to stanowisko w czerwcu 2013, zastępując na posadzie kostarykańskiego selekcjonera Leroya Sherriera Lewisa, który doprowadził kadrę do czwartego miejsca w Copa Centroamericana, po raz pierwszy w historii awansując z Belize na Złoty Puchar CONCACAF. Prowadzona przez Morka reprezentacja, z nielicznymi wyjątkami złożona z amatorów, najpierw zremisowała towarzysko z Gwatemalą (0:0), a podczas debiutanckiego Złotego Pucharu zanotowała komplet porażek – z USA (1:6), Kostaryką (0:1) i Kubą (0:4), odpadając z turnieju już w fazie grupowej. Po zakończeniu rozgrywek, zgodnie z wcześniejszymi ustaleniami, powrócił do Stanów Zjednoczonych, gdzie znów zajął się pracą w młodzieżowych akademiach piłkarskich.